# Omicron Andromedae
Omicron Andromedae este o stea din constelația Andromeda.
1. ↑  General Catalogue of Variable Stars, 3rd ed.[*] Verificați valoarea |titlelink= (ajutor)